# Бруски (Могилёвская область)
Бруски (бел. Брускі) — деревня в составе Буйничского сельсовета Могилёвского района Могилёвской области Республики Беларусь. Расположена в 6 километрах на юго-запад от Могилёва и в 3 километрах от станции Буйничи железной дороги Могилёв — Жлобин.

## История
Бруски основаны в 1920-х годах переселенцами с соседних деревень. В 1926 году посёлок с 13 дворами и 83 жителями. В начале 1930-х годов здесь организован колхоз «Красный партизан», который в 1933 году объединял 8 дворов. Действовал кружок по ликвидации безграмотности среди взрослых. Во время Великой Отечественной войны с июля 1941 года по 27 июня 1944 года оккупирована немецкими войсками. В 1990 году — 72 двора и 169 жителей, деревня относилась к колхозу «Маяк коммунизма» (центр — деревня Тишовка). Здесь размещалась производственная бригада и ферма крупного рогатого скота, работал магазин.